# Lostprophets
Lostprophets var ett brittiskt band från Wales bildat 1997. På deras två första album var musiken inspirerad av Nu metal, men senare blev soundet mer poppigt, vissa kallar det New-Wave rock, andra säger att de blev "fashioncore".[källa behövs]

## Historia
Från början var frontmannen Ian Watkins trummis i sitt och Mike Lewis band "Public Disturbance", men när de bildade Lostprophets tog han på sig att bli sångare, även om han trivs bäst bakom trummorna.[källa behövs]
Tre av bandets forna medlemmar är så kallade "Straight Edge", (Ian Watkins, Lee Gaze och Mike Lewis) vilket innebär att de är emot droger (Såsom narkotika, alkohol, tobak) och sex utan relation (one night stands). Det kan också innebära att de är veganer/vegetarianer, men alla som var med i bandet är stora snabbmatsälskare och äter kött. Dock har Ian Watkins uppgett bruk av droger senaste tiden i en öppenhjärtig intervju i "Kerrang" 2010-02-03.[källa behövs]
Efter skivsläppet av sin andra skiva 'Start Something' gjorde Lostprophets även en låt till soundtracket till Spiderman 2, som heter Lucky You.[källa behövs]
13 januari 2010 släpptes efter tre års produktion det fjärde studioalbumet The Betrayed med 11 musikspår. Musikstilen på låtarna varierar bland popigt som "Liberation Transmission", Nu metal som i deras första skivor och ett nytt mognare sound. Albumet var producerat och skrivet av bandet själva. I samband med den nya skivan blev den nya trummisen Luke Johnson officiell medlem i bandet. I samband med den nya skivan gjorde bandet en Europaturné som avslutades på "Reading/Leads Festival" 29 augusti 2010.

## Splittring
Den 19 december 2012 åtalades frontmannen Ian Watkins för flera sexualbrott mot barn. Till följd av detta ställdes samtliga planerade turné-framträdanden in. Den 1 oktober 2013 gick bandet ut med ett meddelande på Facebook att de "inte längre kan göra musik under namnet Lostprophets". Ett meddelande som undertecknades av alla medlemmar utom Watkins. I november 2013 erkände Watkins öppet att han är pedofil och erkände sig skyldig till övergrepp på barn och innehav av barnpornografi. Detta i en rättegång där han med starka bevis åtalats för våldtäkt mot spädbarn samt flera barn under 13 år. Den 18 december 2013 dömdes han till 35 års fängelse. Året därpå grundade övriga medlemmar bandet No Devotion tillsammans med Thursdays sångare Geoff Rickly.

## Medlemmar
- Ian Watkins — Sång (1997-)
- Mike Lewis — Rythmgitarr (1997-)

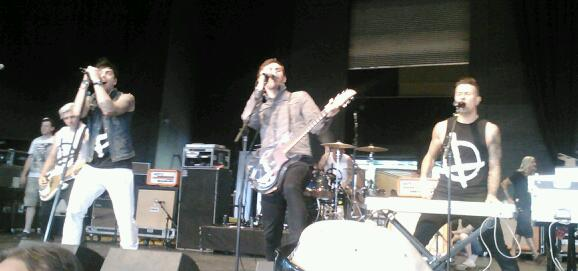
Lostprophets på scen, 2012.

- Lee Gaze — Ledgitarr (1997- (spelade bas de tre första åren))
- Stuart Richardson — Bas (1999-)
- Jamie Oliver (egentligen är förnamnet Richard) — Keyboard, backupsång (2000-)
- Luke Johnson – Trummor (2010–)

## Diskografi

### Album
- The Fake Sound of Progress (2001)
- Start Something (2004)
- Liberation Transmission (2006)
- The Betrayed (2010)
- Weapons (2012)

### EP
- Here Comes the Party (1997)
- Para Todas las Putas Celosas (1998)

### Singlar
- Shinobi vs. Dragon Ninja
- The Fake Sound of Progress
- Burn, Burn (2003)
- Last Summer
- Wake Up/Make a Move (2004)
- Last Train Home (2004)
- Goodbye Tonight (2005)
- Rooftops (A liberation broadcast)(2006)
- Town called hypocrisy (2006)
- Can't catch tomorrow (Good shoes won't save you this time)(2007)
- 4:AM forever(2007)
- Where We Belong** (2010)
- It's not the end of the world but i can se it from here(2010)
- For He's A Jolly Good Felon (2010)

## Liveframträdanden (Sverige)
- Hultsfredsfestivalen 2002
- Klubben, Stockholm 25/02-2004
- Öppningsakt åt Metallica och Slipknot Ullevi, Göteborg 30/05-2004